# Ex vitro
Ex vitro (z lat. ex „z“ a vitrum „sklo“) je termín používaný v biologii. Znamená „mimo laboratorní podmínky“.